# تساو ماو
كاو ماو (بالإنجليزية: Cao Mao)‏ (و. 241 – 260 م) هو شاعر من الصين، كان إمبراطور مملكة واي خلال الفترة (1 نوفمبر 254–2 يونيو 260) توفي في لويانغ، عن عمر يناهز 19 عاماً.
| المناصب السياسية | المناصب السياسية                                    | المناصب السياسية |
| ---------------- | --------------------------------------------------- | ---------------- |
| سبقه كاو فانغ    | إمبراطور الصين مملكة واي 1 نوفمبر 254 - 2 يونيو 260 | تبعه Cao Huan    |